# حادثة سرقة رفات الأمير ناميون
حادثة سرقة رفات الأمير ناميون (بالهانغل: 남연군 분묘 도굴 사건، وبالهانجا: 南延君墳墓盜掘事件) هي إحدى الحوادث التي وقعت في عهد الملك غوجونغ أثناء وصاية والده هنغسون دايوونغن عليه والتي تسببت باستمرار انعزال مملكة جوسون عن العالم.

## الأحداث
في سنة 1868 حاول التاجر الألماني إرنست أوبيرت أن يسرق رفات الأمير ناميون جد الملك غوجونغ ووالد الوصي على العرش، ويستعمله لإجبار مملكة جوسون الكورية في الخروج من حالة الانعزالية والدخول في التجارة العالمية والسماح بالتواصل مع الأجانب. فشل إرنست في سرقة الرفات واكتشف أمره وهو ما أغضب الوصي على العرش والكوريين ودفعهم للانعزال أكثر حول أنفسهم.